# Чепле (община Лития)
Вижте пояснителната страница за други значения на Чепле.
Чепле (на словенски: Čeplje) е село в Словения, регион Средна Словения, община Лития. Според Националната статистическа служба на Република Словения през 2015 г. селото има 13 жители.